# Експеримент Досаді
«Експеримент Досаді», також «Досадійський експеримент» (англ. The Dosadi Experiment) — науково-фантастичний роман Френка Герберта, який розглядає модель контрольованого та ізольованого суспільства. Розвиток сюжету книги може бути ілюстрацією твердження про те, що управління можливе лише за умови, якщо керуюча система складніше керованої.

## Сюжет
Дія відбувається в майбутньому. Багато видів розумних істот, які підписали відповідні угоди, становлять так званий мир Консента. Населення світів Консента співпрацює, розумні кожного виду можуть користуватися  і користуються послугами інших розумних видів. Завдяки можливостям видів Калебанців і Тапризіотів доступні миттєве переміщення в просторі і миттєва розмова між будь-якими точками простору відповідно.
Головний герой — Джордж Маккай, провідний спеціаліст Бюро Саботажу, природжений авантюрист зі здатністю швидко адаптуватися до будь-яких місцевих умов — отримує завдання розслідувати припущення про те, що вид Говачинів (високорозвинених жабоподібних гуманоїдів) ізолював планету Досади з метою проведення експериментів над населенням планети. В ході розслідування з'ясовується, що планета дійсно існує і ізольована від навколишнього космічного простору з допомогою калебанців непроникною оболонкою під назвою «Божа Стіна». Навколишнє середовище планети рясніє отрутами і наркотичними речовинами. Планета штучно населена людьми і говачинами.
Крайнє перенаселення єдиного існуючого міста — Чу (Близько 89 мільйонів жителів на 800 км²[1]), непридатні умови життя іншої частини планети, агресивне, отруйне навколишнє середовище породжують боротьбу за ресурси, конкуренцію за соціальний статус і т. п. Виробництво продуктів харчування строго контролюється військовою адміністрацією, яка стежить за тим щоб нетоксична їжа надходила виключно вищим соціальним класам, нижчим надається можливість харчуватися різним сміттям на свій розсуд. За межами міської риси проживають понад 350 мільйонів розумних істот, які роблять регулярні спроби проникнути в місто. Середня тривалість життя за межами міста приблизно дорівнює двадцяти рокам. В ході еволюції створюється відповідний тип розумних істот — досадійці. Досадійці орієнтовані на виживання і досягнення більш високого соціального статусу будь-якими засобами, позбавлені прийнятих в Консенті етичних норм і понять про них, здатні швидко моделювати ситуацію в багатьох варіантах, приймати ефективні рішення, і робити потрібні дії. Досадійці створюють всередині свого суспільства все більш і більш складні структури, управляти і контролювати які вже не можуть говачини, які почали експеримент. Таким чином, сам факт існування досадійців представляється говачинам загрозою для світів Консента. Серед інших в склад військової адміністрації Чу входить жінка Кейла Джедрик, рішуча і хитра, яка приваблює Маккая, який до його відрядження на Досади, між іншим, вже був п'ятдесят разів (!) одружений. Більшість цих шлюбів, як слід розуміти, були укладені по лінії здійснюваної ним службової діяльності для досягнення того чи іншого практичного результату або проведення багатоходових оперативних комбінацій. Однак Кейла стає для нього чимось більшим, ніж просто засобом для досягнення результату.
Тут варто зробити відступ, сказавши, що навіть незважаючи на досвід і навички Джорджа, і визнання його найкращим серед усіх співробітників Бюро Саботажу, по приїзді на Досаді, спочатку навіть він виглядає як налякана дитина в порівнянні з жителями Досаді, що пережили п'ятнадцять поколінь безперервної запеклої боротьби за існування. Так чи інакше, але через тиждень після його прибуття, Кейла говорить про нього як про «більшого досаді, ніж інші досаді»
Ми створили монстра - надзвичайно цінного і корисного навіть, але дуже небезпечного. Наш монстр прекрасний і одночасно викликає жах. Ми не сміємо використовувати цього монстра в його повну силу, але не можемо і послабити нашу хватку.—  Говачинська характеристика досадійского експерименту
Під керівництвом Кейли Джедрік проводиться ряд провокацій які призводять до війни між двома видами досадійців. Коли говачини, які почали експеримент, бачать  що їхні одноплемінники не справляються на Досаді, їх Верховне Головнокомандування планує знищити планету і приховати сам факт експерименту, але втручання Маккая, який починає співпрацювати з досадійцями, зриває план знищення.
Оповідання завершується тим, що Верховне Головнокомандування визнано винним та покарано за рішенням Ради Конфедерації Консента, населення Досаді отримує рівні з іншими розумними Консента права і на Досаді встановлюють Двері для миттєвого переміщення.

## Організації та політичні інститути

### Бюро Саботажу
Бюро Саботажу або БюСаб — організація створена для балансу влади. Зважаючи на те, що будь-яка керівна організація розширюючись і посилюючи свій вплив, починає поступово створювати загрозу для інших видів розумних істот і сутностей, необхідно періодичними акціями — від тонкої дипломатії до відвертого саботажу — знижувати її вплив та можливості. Цим і займається БюСаб. Найдосвідченіший і результативний спеціаліст БюСаб — Джордж Маккай.

## Персонажі

### Джордж Маккай
Джордж Ікс. Маккай (Jorj X. McKie) — самий успішний співробітник БюСаб.  Має полінезійські коріння і характерну зовнішність: Мезоморфна статура, коричнево-червоний колір шкіри і генетично модифіковане руде волосся. Обличчя похмуре і в звичайному розумінні непривабливе — плескатий плоский ніс, широкі губи і великі очі. Проживає на власному острові, втім, не часто і не довго — службові обов'язки змушують його регулярно перебувати в штаб-квартирі БюСаб і в службових відрядженнях. Природжений авантюрист з вираженою потребою нагнітати обстановку і створювати проблеми іншим. Особисте життя сумбурне — був одружений п'ятдесят разів. Крім, власне, жінок перебував у своєрідному міжособистісному зв'язку навіть із зіркою (в прямому сенсі слова, тобто з космічним об'єктом). До знайомства з Кейлой Джедрік, планує використовувати її для виконання поставленого завдання.

### Кейла Джедрік
Кейла Джедрік — корінна досаді.  Володіє всім набором якостей свого народу. Виховувалася батьками для особливого призначення. Має модельну зовнішність — довгі ноги, довге обличчя і тонкий ніс. Навмисно коротко стрижеться, щоб приховати жіночність. Хитра і жорстока, хоча на відміну від інших співгромадян, у неї періодично виникають почуття схожі на жалість і інші переживання. Але розважливий розум перемагає будь-які емоції раніше ніж вони можуть проявитися зовні. Розуміє що офіційна історія Досаді шита білими нитками і явно не відповідає об'єктивній дійсності. Потай мріє покинути Досаді, незважаючи на своє привілейоване становище, — Кейла входить до складу військової адміністрації Чу. Щодня і щогодини стає об'єктом замахів. До знайомства з Джорджем Маккаем планує використовувати його тільки для того щоб дізнатися про справжній стан справ на планеті і з його допомогою покинути Досаді.